# Saroes
Saroes (em grego medieval: Σαρώης) ou Sarósio (em grego medieval: Σαρώσιος) foi rei dos alanos do Cáucaso de 557 a 573. Em 557, informou Justino, em Lázica, das tentativas dos ávaros de entrar em contato com os bizantinos. Em 571/572, recepcionou Zemarco quando retornava de sua embaixada aos goturcos e aconselhou-o da rota mais segura para retornar a Constantinopla. Em 573, como aliado dos bizantinos, uniu-se a João e grupos de colcos e abasgos pouco antes da Batalha de Nísibis.